# Acuši Natori
Acuši Natori (japonsko 名取 篤), japonski nogometaš, * 12. november 1961.
Za japonsko reprezentanco je odigral 6 uradnih tekem.